# Chochlik drukarski

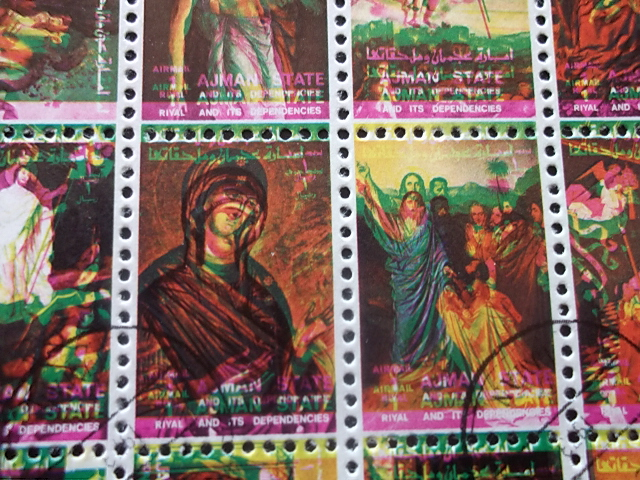
Błędnie wydrukowane znaczki pocztowe

Chochlik drukarski (zwany też diabełkiem, trantiputlem lub szwambułem) – potoczna nazwa błędu drukarskiego, przeoczonego w trakcie korekty (lub kolejnych korekt), odkrytego dopiero w gotowej publikacji poligraficznej. Poważniejsze chochliki drukarskie wymagają sprostowań; do książek dołącza się erraty.

## Geneza nazwy
Chochliki występowały w mitologii germańskiej, skandynawskiej oraz słowiańskiej; bywały utożsamiane z elfami. Obecne znaczenie słowa chochlik odnosi się do leśnego duszka o nieco złośliwym charakterze, podczas gdy elf, za sprawą literatury fantastycznej, zyskał na znaczeniu i pojawia się częściej jako postać niezwykle urodziwa i szlachetna.
Określenie chochlik drukarski nie powinno być stosowane w odniesieniu do trywialnych literówek i innych drobnych niedociągnięć, które nie wprowadzają czytelnika w błąd, gdyż prawdziwe znaczenie przeczytanej informacji jest dla niego oczywiste. Dziełem chochlika mogą być natomiast błędy poważniejsze, nieoczywiste lub ukryte w taki sposób, jakby nie powstały wskutek przypadkowego zaniedbania, lecz za sprawą inteligentnej, złośliwej istoty.

## Przykłady chochlików
- pomylenie władców o podobnych imionach[3], przesunięcie liter w nazwiskach, mogą wtedy brzmieć obraźliwie,
- nieistniejące adresy pocztowe,
- błędne ceny produktów, błędne godziny pracy, daty[3], numery stron itp.,
- fałszywe dane techniczne,
- zamienione miejscami podpisy pod zdjęciami, błędne podpisy[3] lub brakujące podpisy[4],
- zamiana liter w wyrazie, tak aby powstał wyraz tworzący w danym miejscu niezamierzone znaczenie,
- przestawianie miejscami dużych fragmentów tekstu,
- zmienione kolory,
- błędy w krzyżówkach,
- druk kolumny w wersji sprzed ostatniej korekty,
- rozmycie i zniekształcenie obrazów lub tekstu,[5]
- problemy z cięciem i wykończeniem druku[5].